# Gramophonedzie
Gramophonedzie, pseudonimo di Marko Miličević (in serbo Марко Милићевић?; Belgrado, 1979), è un disc jockey serbo.

## Carriera
Originario di Belgrado, ha dato il via alla propria carriera all'inizio degli anni 2000 iscrivendosi all'Irish RedBull Music Academy. In Serbia si è fatto conoscere per aver composto gli spezzoni musicali dell'edizione balcanica del reality show Grande Fratello. Ha inoltre suonato in diversi eventi musicali a fianco di musicisti come Tom Novy, Basement Jaxx, Junior Jack e Bob Sinclar, solo per citarne alcuni.
Ha pubblicato il suo singolo di debutto, Why Don't You, rivisitazione house del brano di fama mondiale della cantante statunitense Peggy Lee, Why Don't You Do Right?, del 1943, in Regno Unito il 1º marzo 2010.

## Discografia

### Album in studio
- 2009 – Swingin' with the Fishes

### EP
- 2007 – Jackin' Beats Vol.1
- 2009 – And Now for Something Completely Different

### Singoli
- 2010 – Why Don't You
- 2010 – Out of My Head
- 2012 – No Sugar (con Dave Lee e Shea Soul)
- 2012 – Number One
- 2013 – Not My Groove